# П'яних Володимир Дмитрович
Володимир Дмитрович П'яних (5 лютого 1951, Донецьк) — колишній радянський футболіст. Майстер спорту СРСР - 1974 рік. Арбітр всесоюзної категорії (1990), арбітр ФІФА (1991), голова комітету арбітрів федерації футболу Донецької області.

## Біографія
Вихованець групи підготовки «Шахтаря» (тренер — Г. В. Бікезін). В основном складі «Шахтаря» дебютував 18 квітня 1970 року в Донецьку у матчі з тбіліським «Динамо» — 1:1. Виступав за клуби: «Шахтар» (Донецьк), «Шахтар» (Кадіївка), СК «Чернігів», «Шахтар» (Горлівка).
У 1992 році судив історичний матч за перше місце першого чемпіонату України з футболу між сімферопольською «Таврією» і київським «Динамо». 
Почесний працівник фізичної культури і спорту, майстер спорту. Нагороджений знаками I, II, III ступенів «Шахтарська слава».

## Досягнення
- Срібрний призер чемпіонату СРСР: 1975, 1979
- Бронзовий призер чемпіонату СРСР: 1978
- Володар Кубка СРСР: 1980
- Фіналіст Кубка СРСР: 1978
- Бронзовий призер Спартакіади народів СРСР: 1979
- Бронзовий призер чемпіонату Європи серед юніорів: 1969